# Villa Luisenquelle
Die Villa Luisenquelle in Glücksburg (Ostsee), mit der Adresse Paulinenallee 14 gehört zu den Kulturdenkmalen des Ortes.

## Hintergrund
Bauherrin der 1903–1905 errichteten Villa war Dora Petersen, geborene Rickertsen. Die Familie war eine Glücksburger Institution. Dora Petersens Mann war der Flensburger Reeder Heinrich-Adolph Petersen (1843 bis 1899), der Handel mit China betrieb und sich in Glücksburg ehrenamtlich betätigte. Das Ehepaar hatte fünf Töchter. In der Petersenallee, die nach Heinrich-Adolph Petersen benannt wurde, baute die Familie das Wohnhaus Nr. 7. Für den Schwiegersohn kam später der Neubau einer Arztpraxis in der Rathausstraße Nr. 8 hinzu. Das prächtige Haus diente Glücksburg zeitweise als Rathaus. Nach dem Tod ihres Mannes leitete Dora Petersen die Geschäfte weiter. Sie starb im Jahr 1918.
Direkt östlich des Jungfernberges ließ sie freistehend die besagte „Reeder-Villa“  errichten. Der repräsentative, zweigeschossige Putzbau erhielt ein schiefergedecktes Walmdach. Über viele Jahre gehörte die Villa Luisenquelle der Flensburger Diako. Anfang der 2000er Jahre verkaufte sie die Villa, die danach zum Spekulationsobjekt wurde. Ein Abriss und der Bau von Eigentumswohnungen waren zeitweise geplant. 2017 erwarb das Immobilienunternehmen Impeko mit Sitz in Glücksburg an der Rathausstraße die Villa, für die offenbar zuvor schon eine Erhaltungssatzung existierte. 2019 wurde die Villa zudem aus geschichtlichen, künstlerischen und städtebaulichen Gründen sowie dem Grund, dass die Villa die Kulturlandschaft prägt, unter Denkmalschutz gestellt. Dabei wurden auch der großzügige Villengarten, die geböschte Einfriedung, der hölzerne Gartenpavillon und eine Blutbuche geschützt.
Der neue Eigentümer begann noch im Jahr 2018 mit der Renovierung der Villa. Gleichzeitig wurde der Bau von Nachbargebäuden mit Eigentumswohnungen geplant. Für das Vorhaben kalkulierte der Investor eine Summe von rund 1,5 Millionen Euro. Der Bau der Nachbargebäude erfolgte im Ergebnis jedoch nicht. Vielmehr befindet sich die Villa nun in Privatbesitz.